# Diecezja Awgu
Diecezja Awgu (łac. Diœcesis Auguensis) – diecezja rzymskokatolicka w Nigerii, sufragania metropolii Onitsha. Powstała w 2005 z części terytorium diecezji Enugu.

## Główne świątynie
- Katedra: Katedra św. Michała Archanioła w Awgu

## Biskupi diecezjalni
- Bp John Ifeanyichukwu Okoye (od 2005)